# Scrophularia heucheriiflora
Scrophularia heucheriiflora är en flenörtsväxtart som beskrevs av Alexander Gustav von Schrenk, Fisch. och C.A. Mey.. Scrophularia heucheriiflora ingår i släktet flenörter, och familjen flenörtsväxter. Inga underarter finns listade i Catalogue of Life.